# Che Gossett
Che Gossett es una persona escritora, académica y archivista estadounidense. Ha escrito extensamente sobre la visibilidad negra y trans, la estética trans negra, el capitalismo, y el radicalismo queer, trans y negro, la resistencia y la abolición.

## Primeros años y educación
Gossett creció en Roxbury, Massachusetts, con su gemela, Caitlin, y su hermano, el activista y cineasta Tourmaline. Su madre era organizadora sindical y su padre era un veterano de la guerra de Vietnam y exmiembro del grupo activista con sede en Memphis, The Invaders.
Gossett asistió a la Escuela Primaria Rafael Hernández y a la Escuela Preparatoria Nativity en su niñez, y asistió a la Preparatoria River's Country Day antes de graduarse de la Preparatoria New Mission. En su adolescencia, Gossett participó en conferencias juveniles y en la educación entre pares sobre el VIH.
Después de graduarse de la escuela secundaria, asistió Morehouse College y se graduó con su licenciatura en estudios afroamericanos en 2003. Gossett también recibió un MAT de la Universidad de Brown en 2004 y una maestría en Historia de la Universidad de Pensilvania en 2010. Recibió su doctorado en Estudios de la Mujer y de Género de la Universidad Rutgers en 2021.
De 2014 a 2019, Gossett se desempeñó como archivista comunitarie y coordinadore estudiantil en el Centro Barnard para la Investigación sobre la Mujer. De 2021 a 2024, Gossett fue investigadore postdoctoral en justicia racial en la Iniciativa para una Sociedad Justa, Facultad de Derecho de Columbia. De 2022 a 2024, Gossett fue investigadore visitante en la Facultad de Derecho de Harvard, en el Programa de Derecho y Política Animal. Actualmente es directore asociade del Centro de Investigación en Estudios Feministas, Queer y Transgénero de la Universidad de Pensilvania.

## Publicaciones y conferencias
Han publicado sus escritos en Trap Door: Trans Cultural Production and the Politics of Visibility, Death and Other Penalties: Continental Philosophers on Prisons and Capital Punishment, Transgender Studies Reader, The Scholar & Feminist Online,  Los Angeles Review of Books, y Frieze. Gossett ha dado conferencias y realizado actuaciones en el Museo de Arte Moderno, el MoMA PS1, el Museo Whitney de Arte Americano, el New Museum y la A.I.R. Gallery. 
En 2023, Gossett se unió al Pacific Northwest College of Art de la Universidad de Willamette como investigadore residente e instructore de seminarios de posgrado en teoría crítica de la raza. Che coeditó un número especial de la revista TSQ "Trans en tiempos de VIH/SIDA" con la profesora Eva Hayward, y su programa de estudios sobre métodos trans y no binarios para el arte y la historia del arte, coescrito con el profesor David Getsy, ganó el Premio a la Distinción del College Art Journal.

## Becas y premios
- Profesor visitante, Departamento de Historia del Arte, Corpus Christi College[32] y Centro de Cultura Visual,[33] Universidad de Cambridge (2023)
- Profesor visitante, Oxford Centre for Life Writing (2023)[34]
- Premio Gloria E. Anzaldúa de la Asociación de Estudios Americanos (2014)[35]
- Premio Sylvia Rivera en Estudios Transgénero del Centro de Estudios Gay y Lésbicos de la Universidad de la ciudad de Nueva York (2014)[36]
- Premio Martin Duberman a la Investigación Académica de la Biblioteca Pública de Nueva York (2014)
- Mentor de Artes Queer 2017-2018[37]
- Becario Helena Rubenstein, Programa de Estudios Independientes del Museo Whitney (2019-2020)[16]
- Beca posdoctoral de justicia racial, Facultad de Derecho de Columbia (2021-2024)[38][11]
- Premio Art Journal a la Distinción, Asociación de Arte Universitario (2022)[39][29]
- Becario Ruth Stephan, Biblioteca Beinecke, Universidad de Yale (2022)[16]
- Becario del Programa de Derecho y Políticas Animales, Facultad de Derecho de Harvard (2022-2024)[16]